# Partit Popular Revolucionari de Laos
El Partit Popular Revolucionari de Laos (en laosià: ພັກປະຊາຊົນປະຕິວັດລາວ) és un partit polític laosià que des de 1975 ha monopolitzat el poder polític del país. Fins a 1979 es va dir Pathet Lao i va ser la guerrilla que va lluitar contra el Regne de Laos en la Guerra Civil de Laos entre 1953 i 1975.
Cada cinc anys celebra un Congrés que tria als membres de Politburó i del Comitè Central. El Congrés va ser utilitzat també per triar un secretari, però aquest càrrec va ser abolit en l'any 1991. L'any 2007 el PPRL ocupava 113 dels 115 escons de l'Assemblea Nacional de Laos.

## Història
En 1979 va ser fundat el Front Lao de Construcció Nacional (FLCN) per fer èmfasi particular en la participació governamental i cultural.

## Estructura
En 1965 comptava amb 11.000 membres, mentre que en 1972 la xifra va augmentar fins a 21.000. Quan el Partit va prendre el poder, en 1975, va declarar tenir 25.000 afiliats i en 1991, durant la realització del seu V Congrés, la xifra d'afiliats va créixer a 60.000 membres, la qual cosa representava el 1% de la població de Laos.
El Comitè Central estava format per 21 membres titulars i 6 suplents l'any 1975. Aquest nombre va ser expandit l'any 1986 fins a 51 membres titulars i 9 suplents, mentre que l'any 1991 es va modificar novament, establint-se 59 membres permanents.
El Politburó és el centre del poder polític del Partit. Els seus membres són triats pel Comitè Central. El Politburó tenia 7 membres l'any 1972, però l'any 1993 aquest nombre va ser ampliat a 11 membres.